# Philippe Smit
Philippe Smit (né le 17 novembre 1886 à Zwolle, mort en 1948) est un peintre néerlandais actif principalement en France et aux Pays-Bas. Son œuvre, bien que saluée par certains collectionneurs,,et critiques spécialisés,,,, reste relativement méconnue du grand public.

## Biographie
Philippe Smit naît à Zwolle, aux Pays-Bas, dans une famille franco-néerlandaise. En 1895, sa famille s’installe à Paris, où il reçoit une éducation essentiellement française. Il se passionne dès son jeune âge pour la poésie symboliste (Verlaine, Baudelaire, Mallarmé, Rollinat) et pour la musique de Claude Debussy, qui influencent profondément son œuvre.
La Première Guerre mondiale le surprend alors qu’il séjourne aux Pays-Bas. Il y reste jusqu’en 1920, hébergé par le couple de mécènes Nicolaas et Berendina Urban. En 1921, il rencontre le collectionneur Theodore Pitcairn, qui devient son principal soutien financier. À son invitation, il effectue plusieurs séjours aux États-Unis, notamment en 1924, où il peint des portraits pour l’Église de la Nouvelle Jérusalem (swedenborgienne).
En 1940, Philippe Smit épouse Berendina Urban, divorcée en 1929. Dès les années 1930, ils s’installent au château de La Motte à Thoury-Férottes (Seine-et-Marne), où il continue son activité artistique jusqu’à sa mort en 1948.
Philippe Smit figure dans plusieurs dictionnaires spécialisés consacrés aux artistes néerlandais et européens, notamment le Lexicon Nederlandse beeldende kunstenaars de Pieter Scheen (1970), le Beeldend Nederland (1993) et Beeldend Benelux (2000) de P.M.J. Jacobs, ainsi que dans le Allgemeines Lexikon der bildenden Künstler des XX. Jahrhunderts de Hans Vollmer (1953-1962).

## Œuvre
Philippe Smit développe un style éclectique et personnel, souvent qualifié de « réalisme impressionniste » ou de « symbolisme mystique ». Il est influencé par Jean-François Millet, les impressionnistes comme Claude Monet et Vincent van Gogh, ainsi que par Odilon Redon. Il utilise principalement le pastel, apprécié pour sa richesse chromatique, mais pratique également la peinture à l’huile.
Son œuvre reflète une quête spirituelle et esthétique, souvent nourrie par la poésie, la musique et les écrits de Emanuel Swedenborg. Il peint des portraits, des natures mortes, ainsi que des paysages, notamment dans la région de Fontainebleau et sur les bords de Seine. Resté en marge des mouvements artistiques dominants de son époque, il reçoit une reconnaissance limitée de son vivant,.

## Expositions et critiques
La première exposition publique de Philippe Smit a lieu en avril 1916, à la Larensche Kunsthandel d’Amsterdam. Il y présente 38 œuvres, principalement des pastels de paysages urbains et ruraux. Les critiques sont contrastées, mais l’une d’elles, signée Anton Zelling, se distingue par sa tonalité élogieuse : dans un article intitulé « Philippe Smit » paru dans De Hofstad le 15 avril 1916, Zelling met en lumière « les pastels parisiens […] qui révèlent une sensibilité poétique hors du commun » et souligne la capacité de Smit à unir « musique, poésie et religion » dans son art.
En 1920, le Kunsthandel De Hem à Laren organise sa deuxième exposition personnelle. C’est à cette occasion que Kasper Niehaus, critique d’art du Telegraaf, se montre particulièrement enthousiaste : il salue la maîtrise technique de l’artiste, sa faculté à magnifier la nature tout en conservant réalisme et lisibilité, et regrette que cet « artiste de grand talent » demeure encore « un visage trop méconnu ». Niehaus devient dès lors un ardent défenseur de son œuvre, lui consacrant plusieurs articles dans les années suivantes.
En 1923, l’Atelier De Sparren à Laren lui consacre à nouveau une exposition individuelle, précédée et suivie de plusieurs expositions collectives. Sa série d’expositions néerlandaises se conclut en 1933 avec sa participation à une exposition collective organisée par le marchand d’art Jacques Goudstikker à Amsterdam.
En février 1948, peu avant sa mort, Philippe Smit présente pour la première fois ses œuvres au public français lors d’une importante exposition à la galerie Pierre Maures à Paris. Plus de trente œuvres y sont présentées, principalement des pastels et des huiles récentes,.
Plusieurs expositions posthumes ont lieu aux États-Unis, dont la plus importante est sans doute celle organisée par le Michele & Donald D’Amour Museum of Fine Arts à Springfield, en décembre 1957, à l’initiative de Theodore Pitcairn. Trente-six œuvres y sont présentées. En 1960, la collection Pitcairn est également exposée à Philadelphie.

## Héritage
La majorité des œuvres de Philippe Smit se trouvent dans des collections privées. Une partie importante est conservée par la Lord’s New Church aux États-Unis.
Plusieurs musées en possèdent également dans leurs collections permanentes :
- Musée d'Orsay, Paris : Clair de lune, Maartensdijk (1916)[22], un pastel acquis en 2024; Bouquet de fleurs des champs (vers 1913)[23] et Jeune fille dans un lit (1914)[24]  sont également entrés dans les collections publiques la même année.
- Musée des impressionnismes Giverny, France: Scène dans le parc (avant 1915)[25]
- Singer Laren Museum, Pays-Bas, De Wilgen (Saules) (1917)[26]
- Michele and Donald D’Amour Museum of Fine Arts, Springfield, États-Unis, L'Innocent (The Innocent) (1920)[26]
- Glencairn Museum, Bryn Athyn, États-Unis